# Heiner Kielholz
Heiner Kielholz (* 17. April 1942 in Rheinfelden) ist ein Schweizer Maler und Konzeptkünstler. 

## Leben
Nach einer abgeschlossenen Berufslehre als Hochbauzeichner besuchte Heiner Kielholz 1962 bis 1963 die Kunstgewerbeschule in Zürich. Zusammen mit Christian Rothacher, Hugo Suter, Max Matter, Markus Müller, Josef Herzog und Jakob Nielsen bildete er 1967 bis 1972 die Ateliergemeinschaft Ziegelrain in Aarau. Es folgte eine intensive Reiseaktivität. Kielholz wurde zum Reisemaler, analog dem Reiseschriftsteller. Zahlreiche Einzel- und Gruppenausstellungen im In- und Ausland gehen weiterhin auf sein Konto. 
Heiner Kielholz lebt und arbeitet in Poschiavo.

## Werk
Zunächst war Heiner Kielholz vom art informel respektive von amerikanischen abstract expressionism beeinflusst, nach einem kurzen stürmischen Exkurs in Objektkunst, Conceptual Art und Arte Povera am Ziegelrain wandte er sich schliesslich der stillen, sensiblen Aquarellmalerei zu, die eine bewusst gewählte, kritische Distanz zum urbanen Leben darstellt. Auf seinen Reisen in den Mittelmeerraum, auf dem Balkan und in der Türkei entstanden Aquarelle von flüchtigen Augenblicken in Bahnhöfen, Grossstadtcafés, auf Plätzen und in Häfen. Die Formate werden kleiner, die Bildinhalte persönlicher. Landschaften, figürliche Szenen, Stillleben sind fortan die Themen. 

## Sammlungen
Heiner Kielholz ist in folgenden Sammlungen vertreten:
- Museu de Arte Contemporânea da Universidade de São Paulo, São Paulo
- Kunstmuseum Basel, Basel
- Kunstmuseum Olten
- Aargauer Kunsthaus, Aarau

## Einzelausstellungen
- 1965 Galerie Siegers, Eindhoven
- 1969 Aarau 2 Galerie Palette, Zürich (mit Christian Rothacher)
- 1971 Galerie Palette, Zürich
- 1972 Galerie Toni Gerber, Bern
- 1983 Kunstmuseum Olten
- 1987 Bilder 1972–1986, Aargauer Kunsthaus, Aarau/Neue Galerie am Landesmuseum Joanneum, Graz
- 1997 Helmhaus, Zürich
- 2002 Orte, Kunstmuseum Olten
- 2006 Landschaften, Stilleben, Intérieurs, Kunstmuseum Winterthur
- 2014  Heiner Kielholz., Bündner Kunstmuseum, Chur[1]